# Råsejl
Et råsejl er i skibsterminologi betegnelsen for et firkantet sejl der udspændes på en rå.
Sejltypen er særdeles gammel: der sad råsejl på de nordiske vikingeskibe, såvel som på Columbus' skibe da han fandt Amerika. De sidste store sejlskibe, Klipperne, havde alle råsejl. På de fleste mellemstore og små sejlskibe er råsejl for mandskabskrævende. Her benyttes andre typer, som f.eks. gaffelsejl eller bermudasejl.

## Fuldmast med sejl
Sejlene på en fuldrigget mast er fra oven:
- skysejl eller stængestagsejl
- røjl eller bovenbramsejl
- overbramsejl
- underbramsejl
- overmærssejl
- undermærssejl
- (for eksempel) storsejl

Det underste sejl navngives efter masten. På fokkemasten (forreste mast) er det som her, en fok. På stormasten benævnes det storsejl.
De øvrige benævnes tilsvarende. Overmærssejlet på stormasten bliver til store overmærssejl, røjlen på fokkemasten bliver til fore røjl og underbramsejlet på mesanmasten mesanunderbramsejl.
Benævnelserne kan variere en del efter skibstypen.
En fuldrigget mast, er en mast der udover er taklet med råsejl både har mærs og salling.

## Sejlet
Rigningen omkring et råsejl:
1. Toplente – bærer noget af råens vægt, holder den vandret
2. Rånok – her gøres toplente og braser fast
3. Nokgårding
4. Rebknyttelse
5. Buggårding
6. Halse – styrer sejlet forover
7. Skøde – styrer sejlet agterover
8. Rebtalje -bruges til at hale sejlet et stykke op, så det kan rebes med rebknyttelserne
9. Givtov – bruges sammen med nok- og buggårdingen til at opgive sejlet
10. Bras – styrer råen